# Kettering Bug
 (signalé en juin 2025).
Si vous disposez d'ouvrages ou d'articles de référence ou si vous connaissez des sites web de qualité traitant du thème abordé ici, merci de compléter l'article en donnant les références utiles à sa vérifiabilité et en les liant à la section « Notes et références ».
- Archive Wikiwix
- Bing
- Cairn
- DuckDuckGo
- E. Universalis
- Gallica
- Google
- G. Books
- G. News
- G. Scholar
- Persée
- Qwant
- (zh) Baidu
- (ru) Yandex
- (wd) trouver des œuvres sur Wikidata

Le Kettering Bug est une torpille aérienne expérimentale sans pilote. Il est capable de frapper des cibles au sol jusqu'à environ 120 kilomètres de son point de lancement, tout en se déplaçant à une vitesse de 80 kilomètres par heure. Petit biplan d'environ 4 mètres d'envergure, il est propulsé par un moteur de 40 chevaux.
La distance vers la cible est déduite et un calcul du nombre de tours-moteurs nécessaire est réalisé. Le nombre étant atteint, cela provoque l'arrêt du moteur et un mécanisme désolidarise les ailes du fuselage. La direction était elle définie par gyroscope.
Avec un premier vol le 2 octobre 1918 pendant la Première Guerre mondiale, cette création de Charles Franklin Kettering produite par la Dayton-Wright Company (en) est l'un des précurseurs des missiles de croisière modernes. Il n'a cependant jamais été utilisé au combat.